# آندرانوفیتو
آندرانوفیتو (به لاتین: Andranofito) یک منطقهٔ مسکونی در ماداگاسکار است که در ناحیه آنتانیفوتسی واقع شده‌است. آندرانوفیتو ۱۵٬۱۲۷ نفر جمعیت دارد و ۱٬۷۵۲ متر بالاتر از سطح دریا واقع شده‌است.